# Naturschutzgebiet Querbruch im Antfelder Wald
Das Naturschutzgebiet Querbruch im Antfelder Wald mit einer Größe von 45,3 ha liegt im Oberen Arnsberger Wald nördlich von Esshoff im Stadtgebiet von Olsberg im Hochsauerlandkreis. Das Gebiet wurde 2004 mit dem Landschaftsplan Olsberg durch den Hochsauerlandkreis als Naturschutzgebiet (NSG) ausgewiesen. Das NSG besteht aus zwei Teilflächen. Wobei das NSG nur durch die Fläche des Forsthauses Antfeld getrennt wird. Nördlich grenzt direkt das Stadtgebiet von Warstein an.

## Gebietsbeschreibung
Beim NSG handelt es sich um den Querbruch mit Erlenbruchwald und Bach.

## Schutzzweck
Das NSG soll den Bruch mit Arteninventar schützen.
Wie bei allen Naturschutzgebieten in Deutschland wurde in der Schutzausweisung darauf hingewiesen, dass das Gebiet „wegen der Seltenheit, besonderen Eigenart und Schönheit des Gebietes“ zum Naturschutzgebiet wurde.